# Anna Piszkiewicz
Anna Piszkiewicz (Piszkiewiczová) (ur. 12 czerwca 1950) – działaczka społeczna, liderka Polskiego Związku Kulturalno-Oświatowego w Republice Czeskiej, plastyczka.

## Życiorys
Dzieciństwo spędziła w Kocobędzu. Uczyła się w Polskim Gimnazjum w Czeskim Cieszynie. Miejscowy nauczyciel Edward Kaim zaszczepił w niej chęć do tworzenia. Umiejętności plastyczne rozwijała po okiem malarki Zofii Wanok. Zawodowo pracowała jako księgowa w Średniej Szkole Rolniczej w Czeskim Cieszynie. Z zamiłowania plastyczka – obrazy maluje olejem lub akwarelą, a na wystawach pokazuje pejzaże, zacisza, kwiaty. Próbuje techniki pastelowej. Interesuje się enkaustyką. Uprawia też rzemiosło artystyczne, odtwarzając tradycyjne wzory Śląska Cieszyńskiego.
Od 1992 jest członkinią Sekcji Kobiet przy Zarządzie Głównym PZKO, która działa od 1968 i której przewodniczy od 2018. Wcześniej była jej wiceprzewodniczącą. Zadaniem sekcji jest wspieranie działalności 61 terenowych Klubów Kobiet, których celem jest pielęgnowanie tradycji przodków, współpraca ze szkołami, organizacjami dziecięcymi i młodzieżowymi, dbanie o kulturę życia codziennego rodziny, dokształcanie swoich członkiń, opieka nad starszymi i schorowanymi oraz uczestnictwo w życiu ogólnospołecznym i ogólnozwiązkowym. Przez trzy czteroletnie kadencje (w latach 2009–2021) była członkinią Zarządu Głównego PZKO. 
W 2017 otrzymała najwyższe odznaczenie związkowe: wpis do Złotej Księgi PZKO, podziękowanie za bezinteresowną pracę na rzecz PZKO w Republice Czeskiej. Jest jego członkinią od 14. roku życia.
Brała udział w konferencjach naukowych nt. tożsamości mieszkańców Śląska Cieszyńskiego.